# Pirámides de Güímar
Las Pirámides de Güímar o Majanos de Chacona se encuentran en el municipio de Güímar en la costa este de la isla de Tenerife, en el archipiélago de las Islas Canarias, en España. Se encuentran a unos 26 kilómetros de la ciudad de Santa Cruz de Tenerife. Son seis construcciones en forma de pirámides escalonadas cuya fecha de construcción es objeto de debate, aunque la teoría más aceptada las data del siglo XIX. El Parque Etnográfico Pirámides de Güímar ofrece al visitante la posibilidad de contemplar estas construcciones escalonadas.

## El contexto histórico

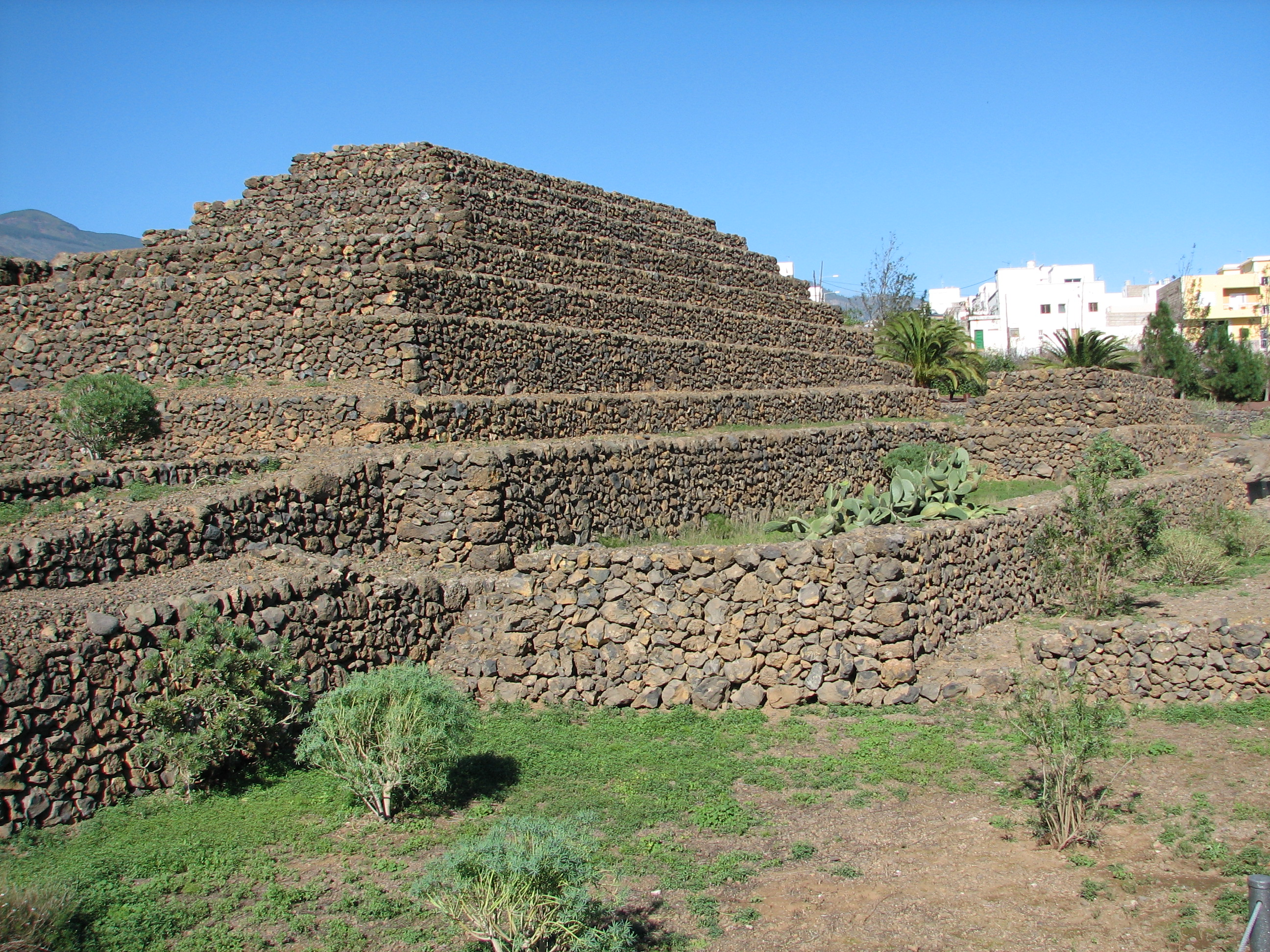
Una de las pirámides.

Las pirámides o majanos de Güímar se encuadran históricamente para algunos en el siglo XIX, época de la explotación económica en las islas Canarias de la cochinilla, un insecto parásito de la tunera o higo chumbo del que se extrae un tinte muy apreciado en aquella época en que aún no se habían introducido los tintes sintéticos. La explotación de la cochinilla resultaba muy rentable, tanto que se prepararon para su explotación numerosas fincas que, hasta el momento, habían permanecido estériles debido a la mala calidad del terreno, normalmente formado por piedras volcánicas. Las piedras extraídas en la limpieza de estas fincas se almacenaban formando estructuras piramidales como las de Güímar. Existen aún hoy numerosos ejemplos de estas construcciones agrícolas y hasta hace pocos años la memoria oral de los ancianos del valle de Güímar recordaba estos trabajos de limpieza y amontonamiento de piedras. En el caso de las de Güímar, existen tanto un acta notarial de compra de la finca, fechada en 1854, en que la presencia de las pirámides no se menciona, como un documento de partición, fechado en 1881, en el que estas estructuras son mencionadas por primera vez.

## Orientaciones astronómicas  de Güímar
En 1991, Belmonte, Esteban y Aparicio, investigadores del Instituto de Astrofísica de Canarias, descubrieron que el complejo principal de las Pirámides de Güímar está orientado astronómicamente. Este complejo señala, por un lado, la puesta de Sol el día del solsticio de verano y, por otro, la salida del Sol el día del solsticio de invierno. Descubrieron también el fenómeno de la "doble puesta" del sol el día del solsticio estival: el Sol se oculta primero tras un saliente del borde de la caldera de Pedro Gil, reaparece por un instante al superar dicho saliente y se oculta, finalmente, por el fondo de la caldera. Las orientaciones solsticiales hicieron pensar a algunos, que las Pirámides eran antiguos templos. No hay, no obstante, indicación alguna de ello y, en todo caso, por sí sola, la orientación solsticial, no permite concluir nada relativo a la fecha de construcción.

## Hipótesis de Heyerdahl

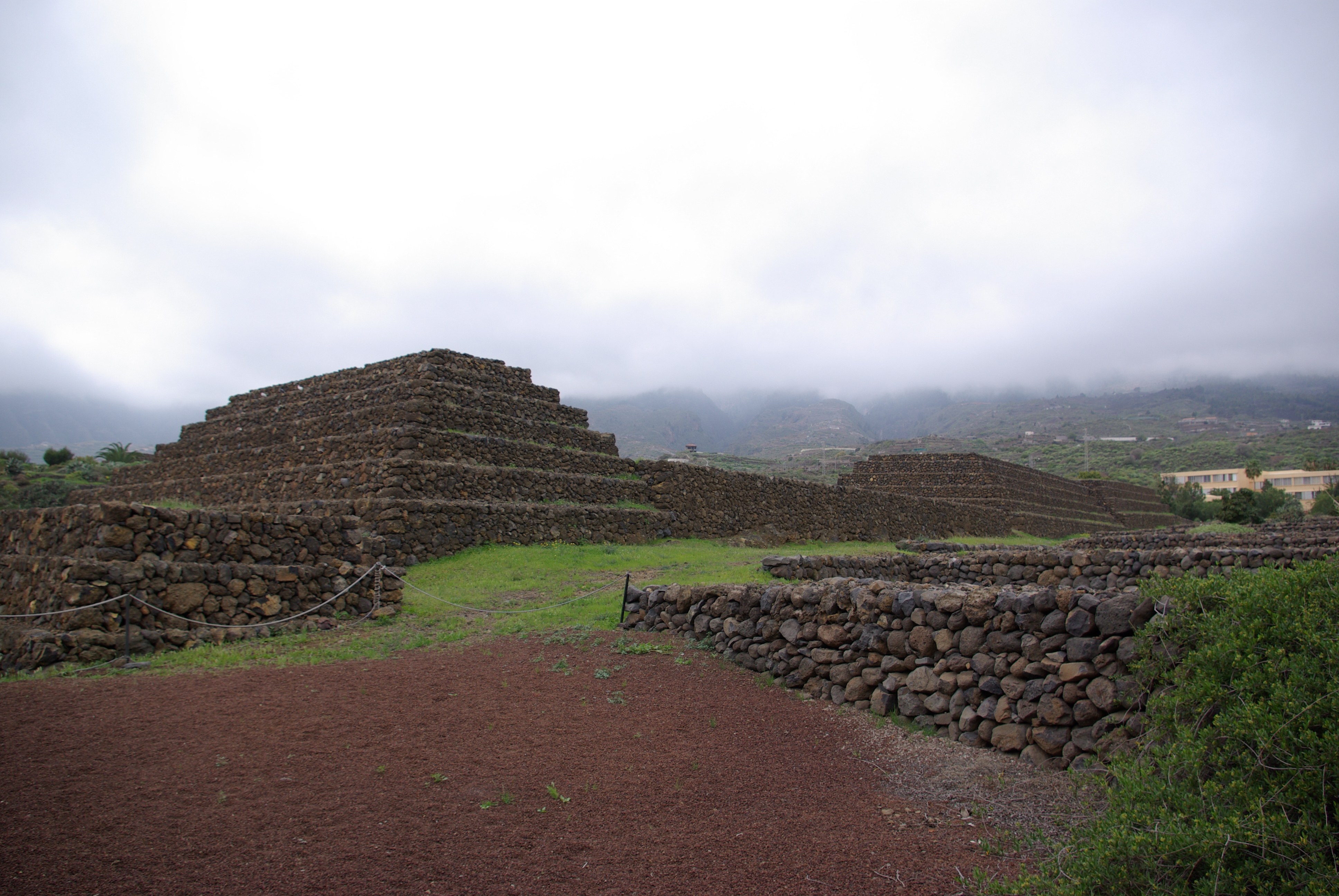
Pirámides de Güímar.

En 1991 el investigador noruego Thor Heyerdahl estudió las pirámides y según su teoría no pueden ser amontonamientos casuales de piedras.
Por ejemplo, las piedras en las esquinas de las pirámides están claramente talladas y el suelo ha sido nivelado antes de la construcción de las pirámides, además todas las pirámides cuentan con una escalera, que al ascenderla, nos orienta al sol naciente. El material usado para la construcción de las mismas, no son piedras de campos cercanos, sino rocas de lava.
A pesar de sus investigaciones, Heyerdahl no pudo descubrir la edad de las pirámides ni contestar a la pregunta de quien las construyó, pero defiende que fueron construidas como templo de adoración al sol, por antiguas civilizaciones en años anteriores al descubrimiento.
Hasta la conquista española a finales del siglo XV, Güímar fue la residencia de uno de los diez menceyes (reyes) de Tenerife. 
Heyerdahl propuso la teoría de que las islas Canarias habrían servido de base para un supuesto movimiento de barcos entre América y el Mediterráneo. La ruta más rápida de hecho pasa por las islas Canarias, que también fue usada por Cristóbal Colón. En 1970, Heyerdahl demostró que era posible navegar entre África del Norte y el Caribe con métodos antiguos; navegó de Marruecos a Barbados en el barco de papiro Ra II.

## Posición de los arqueólogos
La mayoría de los arqueólogos defienden que las pirámides fueron construidas por agricultores que habían sacado las rocas hacia los bordes de sus campos de cultivo, tal como se hacía comúnmente en otras zonas de las Islas Canarias; tales construcciones son llamadas paredones, molleros o majanos en el mundo rural. Del mismo modo muchos habitantes de la propia localidad de Güímar atribuyen esa misma función a estas estructuras. 
Por otro lado, no se han hallado pruebas que demuestren que estas pirámides hayan sido construidas por los Guanches; de hecho, hay pruebas arqueológicas que dan a tales construcciones una antigüedad no superior a los 200 años.
Tampoco se ha demostrado que en la antigüedad hubieran tenido lugar viajes de pueblos mediterráneos a América como los que defiende Heyerdahl. De hecho tales teorías son rechazadas por la práctica totalidad de los historiadores.
Muchos de estos arqueólogos denuncian que las Pirámides de Güímar son un mero reclamo turístico y que todas estas teorías carecen de fundamento histórico.

## El parque etnográfico

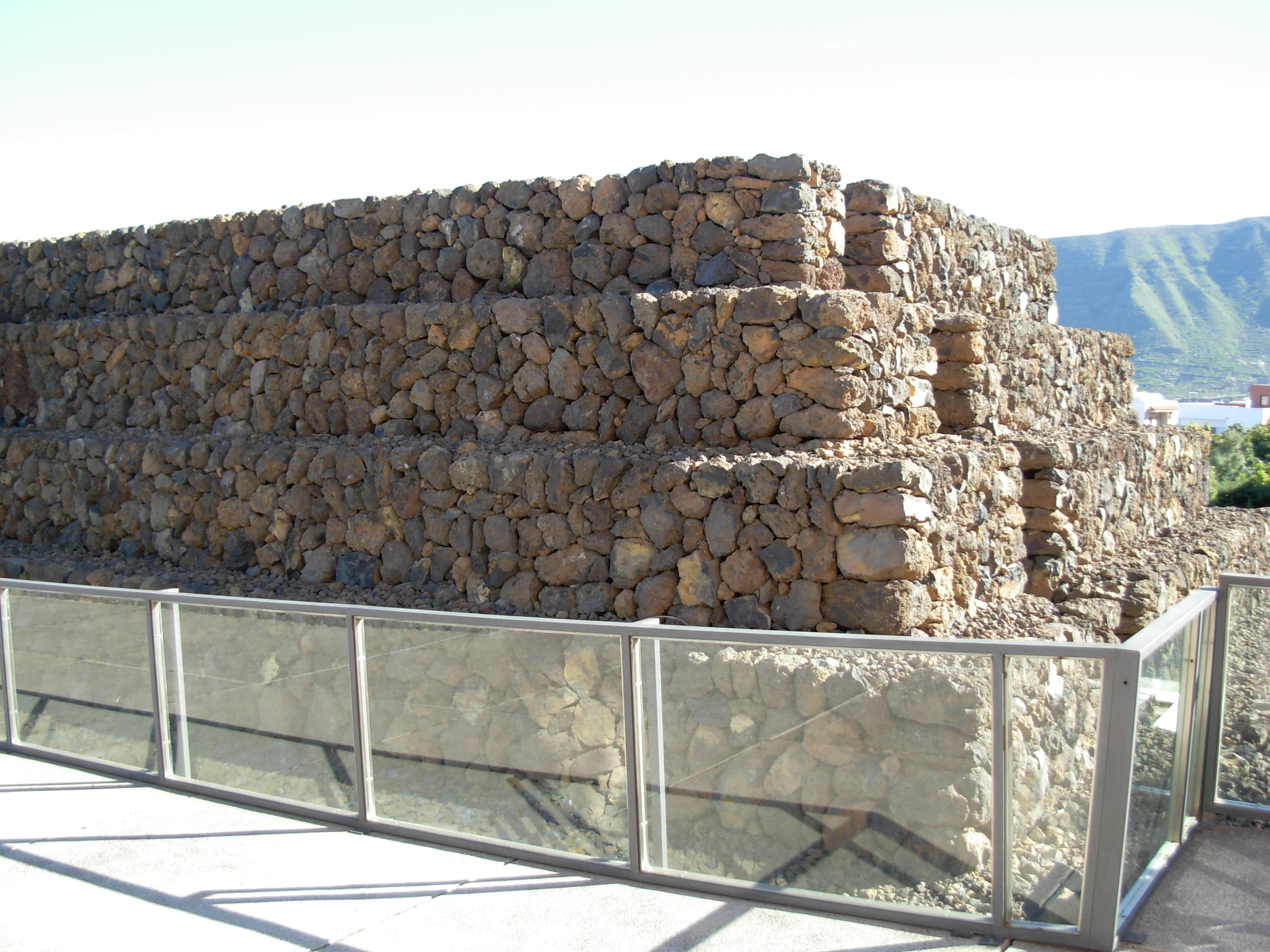
Otra de las pirámides vista de cerca.

En 1998 el área de 65.000 m² de las pirámides de Güímar se abrió al público como parque etnográfico. Heyerdahl fue apoyado por el naviero noruego Fred Olsen. Un centro de información acoge a los visitantes y les explica las expediciones de Heyerdahl y sus teorías sobre las pirámides. Dos pabellones contienen exhibiciones sobre Heyerdahl y modelos de sus barcas y una reproducción a escala natural de la barca Ra II. En varias salas se muestran objetos relacionados con diferentes culturas del mundo, entre ellos una escenificación de un sacrificio maya y una representación del juego del palo canario por dos esculturas de cera de guanches.

## La posible influencia de la Masonería
Ha surgido recientemente la propuesta de que la Masonería pudiera haber influido en las orientaciones astronómicas de las Pirámides de Güímar. Esta propuesta, realizada por los investigadores Aparicio y Esteban, se basa en la influencia que la institución masónica tenía en Canarias y en España en el último tercio del siglo XIX, en la importancia del simbolismo solsticial en la Masonería y en el hecho de que el propietario de la finca desde 1854, Antonio Díaz Flores, era masón. Es de señalar que esta propuesta en nada modifica la datación ni la finalidad de la construcción dada por algunos historiadores (siglo XIX y explotación agrícola), incidiendo solamente en la motivación de incluir la componente estética de las orientaciones solsticiales.